# Trompe-l'œil : Dos d'un tableau
Pour les articles homonymes, voir Trompe-l'œil (homonymie).
Trompe-l'œil : Dos d'un tableau (Rugzijde van een schilderij) est une peinture de l'artiste néerlandais Cornelis Norbertus Gysbrechts, peint entre 1668 et 1672.

## Description
L'œuvre est une peinture à l'huile sur toile, mesurant 66,4 cm de hauteur sur 87 cm de largeur. Il s'agit d'un trompe-l'œil représentant le dos d'un tableau : les cadres intérieur et extérieur en bois d'un tableau fictif sont visibles, ainsi que l'arrière de sa toile. Des petits clous fixent le cadre intérieur au cadre extérieur. Sur la toile, un morceau de papier indique le numéro d'inventaire : « 36 ».

## Historique
Cornelis Norbertus Gysbrechts réalise le tableau vers 1670. Il était destiné à être posé sur le sol sans cadre, de manière à tromper le spectateur sur sa nature.
L'œuvre est exposée au Statens Museum for Kunst de Copenhague.

## Analyse
Selon Victor Stoichita, « on pourrait difficilement imaginer une méditation plus extrême sur le tableau comme objet et comme image » : le spectateur croit voir un tableau retourné, puis se rend compte qu'il n'a affaire qu'à une représentation, mais une représentation d'une toile et d'un châssis, c'est-à-dire d'un tableau comme chose.